# Außernbrünst
Außernbrünst ist ein Gemeindeteil des Marktes Röhrnbach im niederbayerischen Landkreis Freyung-Grafenau. Bis zum 31. Dezember 1975 bildete es eine selbstständige Gemeinde.

## Lage
Das Kirchdorf liegt im Bayerischen Wald, etwa zwei Kilometer südlich von Röhrnbach in der Nähe der Erlau und der Bundesstraße 12, von der hier die Staatsstraße 2131 abzweigt.

## Geschichte
Außernbrünst gehörte zum Amt Röhrnbach im Landgericht Leoprechting des Hochstifts Passau und bestand 1787 aus 15 Anwesen. Nach der Säkularisation in Bayern kam es zum 1806 gebildeten Landgericht Wolfstein. Dort bildete es 1806 einen Steuerdistrikt und 1811 eine Gemeinde, die zuletzt zum Landkreis Wolfstein gehörte. Gemeindeteile waren bis zur Gebietsreform in Bayern Außernbrünst, Bruckmühle, Deching, Ernsting, Haberlmühle, Irlesberg, Kaltenstein und Steinerleinbach. Am 1. Januar 1976 wurde die Gemeinde in die Gemeinde Röhrnbach eingegliedert. Letzter Bürgermeister war von 1966 bis zur Gemeindeauflösung Karl Bachl sen.

## Wirtschaft
Tertiäre Ablagerungen bildeten die Grundlage für die Gründung der Ziegelei Bachl im Jahr 1926 etwa einen Kilometer nördlich von Außernbrünst in Deching, heute Karl Bachl GmbH & Co. KG.

## Baudenkmäler
- Filialkirche Hl. Dreifaltigkeit. Sie wurde von 1968 bis 1970 nach dem Abbruch der alten Dorfkapelle als Messkapelle nach Plänen des Architekten Winfried Ruß erbaut. Die künstlerische Innenausstattung stammt von Bildhauer Leopold Hafner. Mit der Weihe des Tabernakels am 9. September 2014 wurde die Kapelle zur Kirche erhoben.

## Vereine
- Freiwillige Feuerwehr Außernbrünst. Sie wurde am 19. Oktober 1880 gegründet.
- Verein Dreifaltigkeitskapelle Außernbrünst-Deching e. V. Er wurde 1968 auf Initiative von Karl Bachl sen. gegründet.